# اوربیتال‌های مولکولی هومو و لومو

نمودار هومو و لومو برای یک مولکول. هر دایره نمایان‌گر یک الکترون در اوربیتال است. زمانی که نور کافی توسط مولکول جذب شود، یک الکترون از اوربیتال هومو به اوربیتال لومو منتقل می‌شود.

مدل سه بعدی از بالاترین اوربیتال مولکولی پرشده در مولکول کربن دی‌اکسید

مدل سه بعدی از پایین‌ترین اوربیتال مولکولی پرنشده در مولکول کربن دی‌اکسید

در شیمی، هومو (به انگلیسی: HOMO) مخففی برای عبارت بالاترین اوربیتال مولکولی پرشده (به انگلیسی: Highest occupied molecular orbital) و لومو (به انگلیسی: LUMO) مخففی برای عبارت پایین‌ترین اوربیتال مولکولی پرنشده (به انگلیسی: Lowest unoccupied molecular orbital) هستند. 

## شکاف هومو–لومو
اختلاف انرژی بین اوربیتال‌های هومو و لومو، اصطلاحاً شکاف هومو–لومو (به انگلیسی: HOMO–LUMO gap) نامیده می‌شود. در نظریه اوربیتال مولکولی مرزی، از این دو اوربیتال، به‌عنوان اوربیتال‌های مرزی یاد می‌شود. اختلاف انرژی میان این دو اوربیتال مرزی، می‌تواند برای پیش‌بینی استحکام و پایداری کمپلکس‌های فلزات واسطه و همچنین رنگ‌هایی که توسط آن‌ها در محلول ایجاد می‌شود، مورد استفاده قرار گیرد.همچنین از اختلاف این دو میتوان قدرت سختی اسید و باز های نرم و سخت را تخمین زد 

## نیمه‌هادی‌ها
به صورت قیاسی می‌توان اوربیتال‌های هومو و لومو در نیمه‌هادی‌های آلی را به ترتیب با نوارهای ظرفیت و رسانش موجود در نیمه‌هادی‌های معدنی و نقاط کوانتومی معادل دانست.

## شیمی آلی فلزی
در شیمی آلی فلزی، از روی اندازه اوربیتال لومو می‌توان محل اضافه شدن هسته‌دوست به لیگاند دارای پیوند پای را پیش‌بینی کرد. 

## سومو
سومو (به انگلیسی: SOMO) که مخففی برای عبارت اوربیتال مولکولی نیمه پرشده (به انگلیسی: Singly/Semi occupied molecular orbital) است همانند یک اوربیتال مولکولی هوموی نیمه پر است.